# Koppenland

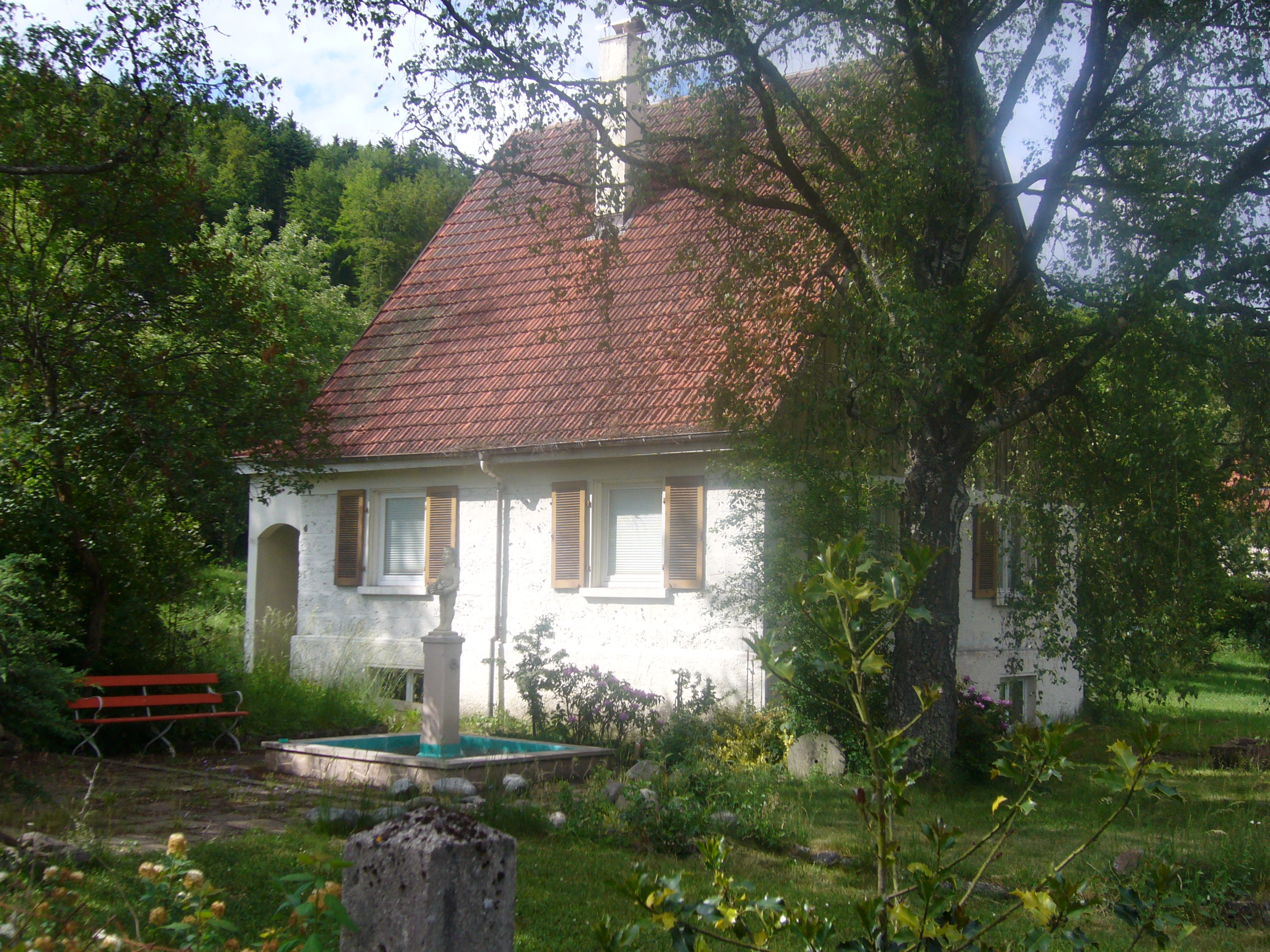
Wohnhaus im Koppenland, das in den 1930er Jahren aus den Steinen des abgebrochenen Bahnhofs Tuttlingen erbaut wurde.

Das Koppenland ist ein Stadtteil im Westen Tuttlingens, der von der Donau und der Elta durchflossen wird.

## Name
Koppenland ist ursprünglich der Name der Bergkuppe zwischen Donau, Elta und Krähenbach. Das aus dem Mittelhochdeutschen stammende Bestimmungswort „koppen“ im Flurnamen bedeutet „plötzlich steigen und fallen“. 
Der niedriger gelegene Teil des heutigen Wohngebiets wurde vor dem Bau eines schützenden Damms auch Forellensiedlung genannt, da bei der regelmäßigen Überschwemmung der Donau diese Fische in den Kellern der Anwohner zu finden waren.

## Lage
Das Koppenland ist der einzige Teil der Kernstadt Tuttlingen, der westlich der Bahnstrecke Plochingen–Immendingen liegt. Er befindet sich zwischen der Kernstadt im Osten, dem Möhringer Ortsteil Möhringen-Vorstadt im Westen und der Nachbargemeinde Wurmlingen im Norden, am Fuße des 828 Meter hohen bewaldeten Konzenbergs.

## Geschichte
Auf 780 Meter Höhe, oberhalb der heutigen Wohnbebauung, im Waldgebiet „Schanz“ befindet sich die Ruine eines Herrenhauses des ausgehenden Mittelalters, die Neu-Wartenberg oder Lichtenwartenberg genannt wurde. Im Jahr 1835 wurde an der Donau eine große Spinnfabrik errichtet, deren Betrieb jedoch 1900 eingestellt wurde. Eine kleine Streusiedlung entstand in den frühen 1930er Jahren. Der Großteil der heutigen Wohnbebauung wurde jedoch in der Nachkriegszeit erstellt, insbesondere die sogenannte Forellensiedlung als Mustersiedlung vor allem für Donauschwaben ab 1954 im unteren Koppenland. Bis zum Bau eines Hochwasserdamms Anfang der 1970er Jahre wurde die Siedlung durch mehrere Hochwasser (26. Juni 1953, 26. Februar 1957 und 6. Dezember 1965) schwer getroffen. Im oberen Koppenland befindet sich seit den 1960er Jahren das Einfamilienhausgebiet „Donaufeld“.
Beim Bau des neuen Tuttlinger Bahnhofs wurde 1929 bis 1931 das Bett der Donau auf etwa zwei Kilometern Länge ins Koppenland verlegt. Die Donau wurde dabei kanalisiert und mit Wehren gestaut, wobei seit 1995 Renaturierungsmaßnahmen durchgeführt werden.

## Das Koppenland heute
Neben den Wohngebieten gibt es im Koppenland entlang der Donau beziehungsweise Elta viele Schrebergärten.
Seit 2008 verfügt das Koppenland über einen großen Kinderspielplatz, der von den Bewohnern selber mitgestaltet wurde. Daneben gibt es weitläufige parkähnliche Freiflächen und Streuobstwiesen.
Am 15./16. September 1984 feierten die Koppenländer das erste Koppenlandfest in Anwesenheit des Oberbürgermeisters Heinz-Jürgen Koloczek (CDU). Seither wird alle fünf Jahre ein großes in Eigenregie gestaltetes Fest für Bewohner und Gartenbesitzer veranstaltet. Seit 1994 findet es am historischen Waschhaus der Siedlung statt.
Im Koppenland befinden sich zahlreiche Sport- und Freizeitmöglichkeiten: das 2005 sanierte Tuttlinger Freibad, ein Bolzplatz im Ortsteilkern sowie einen weiteren der Evangelischen Kirchengemeinde jenseits der Donau, die Tennisplätze des Tennisclubs Rot-Weiss Tuttlingen sowie des Eisenbahner Sportverein Tuttlingen (ESV), ein Bouleplatz und drei Beachvolleyball-Plätze am Vereinsgebäude der Turngemeinde Tuttlingen (TG-Heim) und seit Mai 2009 ein Mountainbikepark.
Im Wohnplatz „Brühlmühle“ an der Elta befindet sich außerdem noch die letzte der einstmals vielen Tuttlinger Gerbereien. Außerdem hat die EnBW, früher die EVS, dort ein Umspannwerk sowie verschiedene Verwaltungsgebäude. Des Weiteren befindet sich die TÜV-Prüfstelle im Stadtteil am Autobahnzubringer B 523.
Im Koppenland existiert ein aufgelassener Steinbruch, der die Auflagerung pleistozäner Donauschotter (Quartär) auf Oxfordkalken (Weißer Jura) erschließt. Im Wald zum Konzenberg hinauf existiert außerdem ein Barfußpfad. Dort befindet sich auch der sagenumwobene Mühlstein am Zusammentreffen der Gemarkungsgrenzen Tuttlingens, Wurmlingens und Möhringens. 2009 wurde das Gebiet um zwei Ruhebänke erweitert.

### Verkehr
Das Koppenland ist für den Kfz-Verkehr ausschließlich über die Bundesstraße 523 erreichbar, während für Radfahrer und Fußgänger zwei Stege über die Donau führen. Außerdem ist es seit Mitte der 1980er Jahre ins Tuttlinger Stadtbussystem (Linie 5) integriert. Durch den Stadtteil führt der Donauradweg, welcher im Sommer von hunderten Radfahrern am Tag genutzt wird.